# Andrićgrad

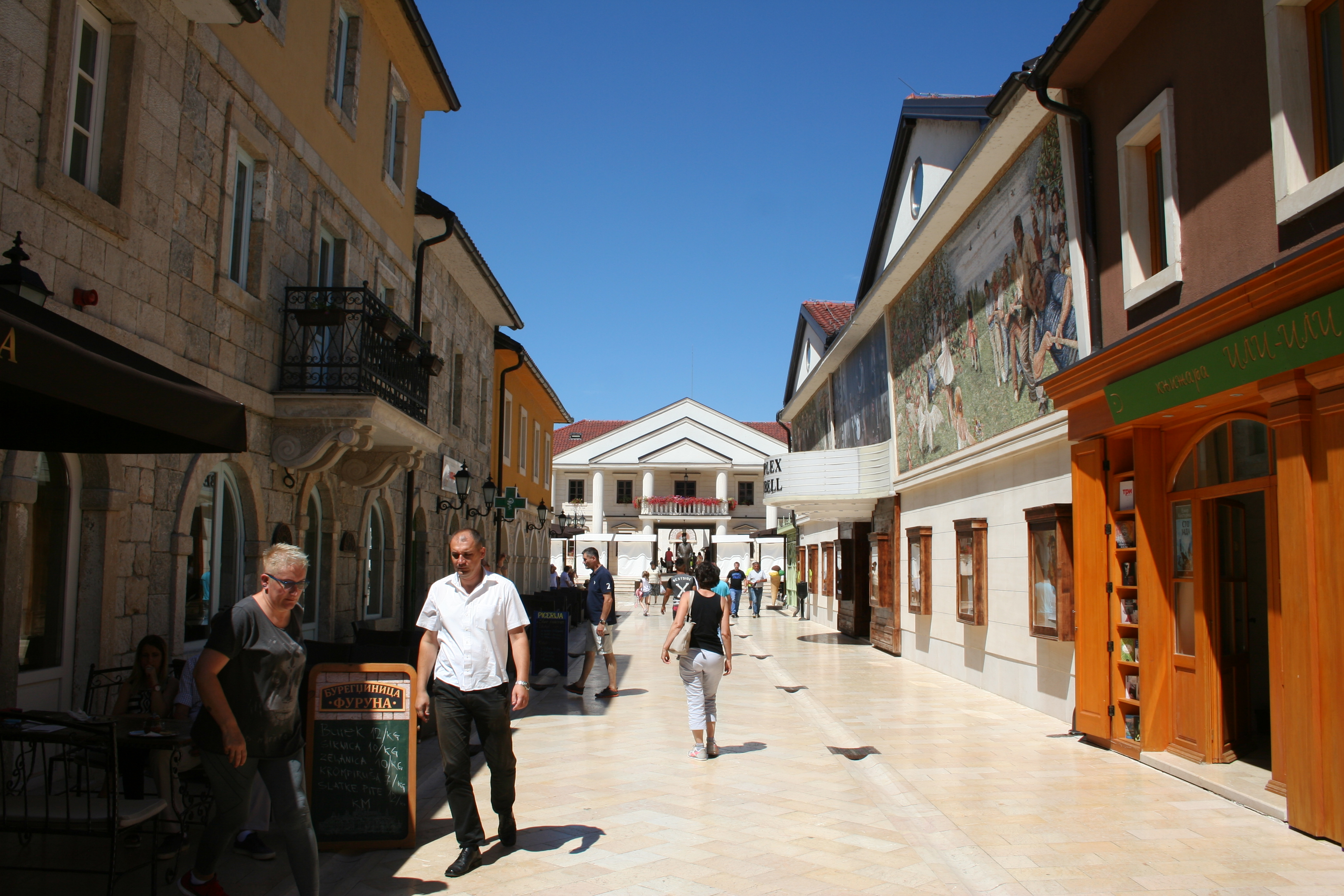
Andrićgrad, Višegrad, Republika Srpska

Andrićgrad (serbisch-kyrillisch Андрићград, deutsche Übersetzung Andrić-Stadt, auch Kamengrad, deutsche Übersetzung Steinstadt) ist der Name eines dem Dichter und Literaturnobelpreis-Gewinner Ivo Andrić gewidmeten neuen Stadtteiles von Višegrad (Bosnien und Herzegowina), der im Rahmen eines Bauprojektes entsteht. Nach Küstendorf (Drvengrad) in Serbien, von dem Andrićgrad etwa 25 Kilometer entfernt liegt, ist es die zweite Planstadt des Regisseurs Emir Kusturica. Beide Projekte sind durch einen – auch auf Kusturicas Initiative hin – wiederhergestellten Abschnitt der alten bosnischen Ostbahn miteinander verbunden. Die Arbeiten auf einer bisher brachliegenden Halbinsel, die durch den Mündungsbereich des Flusses Rzav in die Drina gebildet wird, begannen am 28. Juni 2011, auf den Tag genau drei Jahre später wurde Andrićgrad eröffnet. Der Ort soll als Filmkulisse für Kusturicas Verfilmung von Andrićs „Die Brücke über die Drina“ dienen.